# Klínec
Klínec (německy Klinetz) je obec v okrese Praha-západ ve Středočeském kraji, asi 19 km jižně od Prahy. Žije zde 826 obyvatel.

## Historie
První písemná zmínka o obci pochází z roku 1310.
U rozcestí na Klínec fungovala oblíbená restaurace STOP J. Landkammera sloužící i jako studentská ubytovna Klubu československých turistů. Ve 40. letech byla přestavěna na stejnojmenný hotel. V pondělí 17. dubna 1950 byla v hotelu STOP otevřena internátní Ústřední politická škola Československé strany lidové (z bývalého školícího střediska), která zde působila až do roku 1989. Zahájení se tehdy zúčastnil předseda ČSL a ministr dopravy Alois Petr, generální tajemník ČSL a poslanec Antonín Pospíšil, místopředseda NS dr. Dionysius Polanský a náměstek generálního tajemníka ČSL Karel Josefus. Školení zahájil ředitel internátní školy poslanec Jaroslav Sláva.

## Obecní správa

### Části obce
- Klínec (k. ú. Klínec)

Sousedními obcemi sídla jsou Líšnice, Trnová, Davle, Jíloviště a Měchenice.

### Územněsprávní začlenění
Dějiny územněsprávního začleňování zahrnují období od roku 1850 do současnosti. V chronologickém přehledu je uvedena územně administrativní příslušnost obce (části obce) v roce, kdy ke změně došlo:
- 1850 země česká, kraj Praha, politický okres Smíchov, soudní okres Zbraslav[9]
- 1855 země česká, kraj Praha, soudní okres Zbraslav
- 1868 země česká, politický okres Smíchov, soudní okres Zbraslav
- 1927 země česká, politický okres Praha-venkov, soudní okres Zbraslav[10]
- 1939 země česká, Oberlandrat Praha, politický okres Praha-venkov, soudní okres Zbraslav[11]
- 1942 země česká, Oberlandrat Praha, politický okres Praha-venkov-jih, soudní okres Zbraslav[12]
- 1945 země česká, správní okres Praha-venkov-jih, soudní okres Zbraslav[13]
- 1949 Pražský kraj, okres Praha-jih[14]
- 1960 Středočeský kraj, okres Praha-západ
- 2003 Středočeský kraj, obec s rozšířenou působností Černošice

## Společnost
Ve vsi Klínec(400 obyvatel) byly v roce 1932 evidovány tyto živnosti a obchody: výroba cementového zboží, cukrář, 2 hostince, hrnčíř, kapelník, kolář, kovář, 2 obuvníci, pekař, restaurace, rolník, řezník, sklenář, 3 obchody se smíšeným zbožím, spořitelní a záložní spolek pro Klínec, trafika.

### Sport
V obci je široké spektrum možností sportovních možností, lze zde hrát fotbal, nohejbal, badminton a spoustu dalších sportů, včetně pár kilometrů vzdálené posilovny.

## Pamětihodnosti
- Kaplička
- Křížky
- Zemědělské usedlosti
- Rudný důl, archeologické naleziště

## Osobnosti
- Josef Velek (1939–1990) – český novinář a publicista

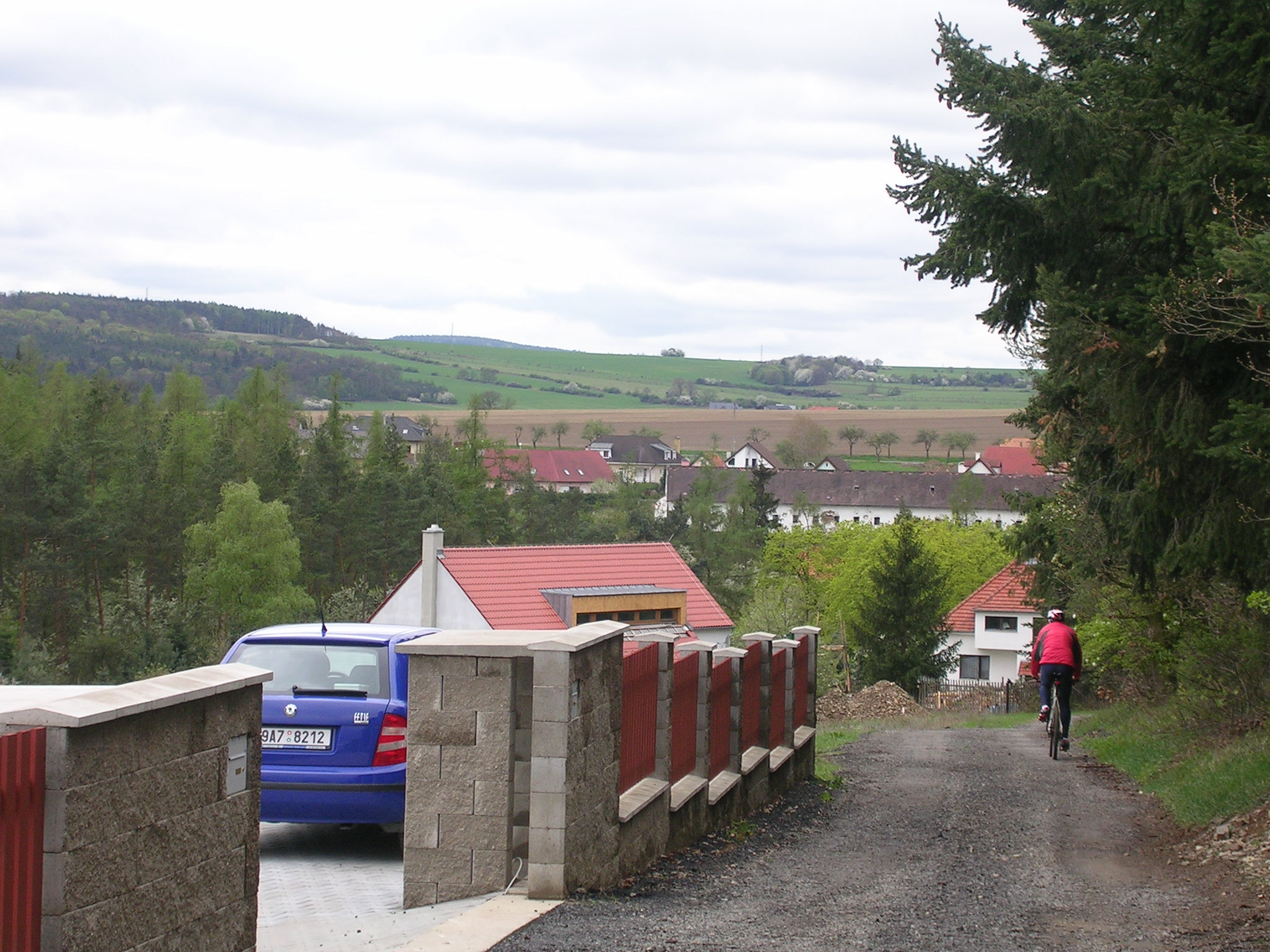
Klínec od severozápadu

## Doprava

### Dopravní síť
Do obce vedou silnice III. třídy. Územím obce vede dálnice D4. 

### Autobusová doprava 2024
Autobusovou dopravu v obci Řitka zajišťuje společnost Martin Uher. Obec je součástí Pražské integrované dopravy (PID). V obci se nachází zastávka Klínec a na dálnici D4 se nachází zastávka Klínec,Hl.sil. Obec obsluhují autobusové linky 318, 448 a 449 a zastávku na dálnici D4 linky 317 a 320. Obec obsluhuje autobusová linka 449 a zastávku na dálnici D4 linky 317, 318 a 320. Autobusová linka 317 vede z Prahy ze Smíchovského nádraží a pokračuje po dálnici kolem Jíloviště, Klínce, Líšnice a Řitky, poté vede přes Mníšek pod Brdy a končí na náměstí v Dobříši. Linka 318 zajišťuje spojení mezi Smíchovským nádražím, Malou Chuchlí, Lahovičkami, Lahovicemi, Zbraslaví, Jílovištěm, Trnovou, Klíncem, Líšnicí a Řitkou. Linka 320 opět vede z Prahy ze Smíchovského nádraží a pokračuje po dálnici kolem Jíloviště, Klínce, Líšnice a Řitky, poté vede přes Mníšek pod Brdy a končí buď ve Stříbrné Lhotě nebo v Rymani. Linka 449 spojuje Mníšek pod Brdy s Bratřínovem, Čisovicemi, Bojovem, Klíncem a Jílovištěm a na druhou stranu s Řitkou a Líšnicí.

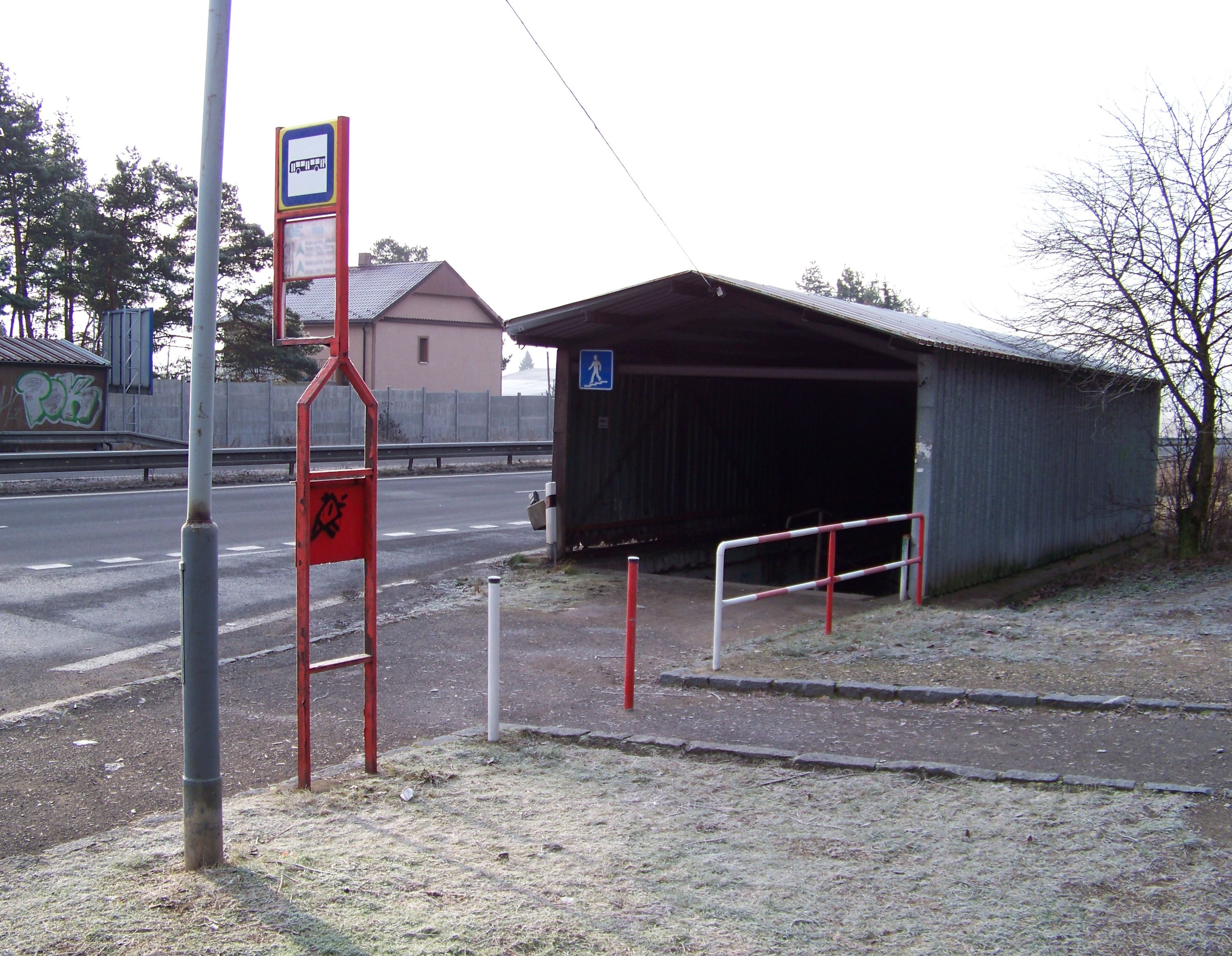
Zastávka Klínec,Hl.sil.

### Železniční doprava 2024

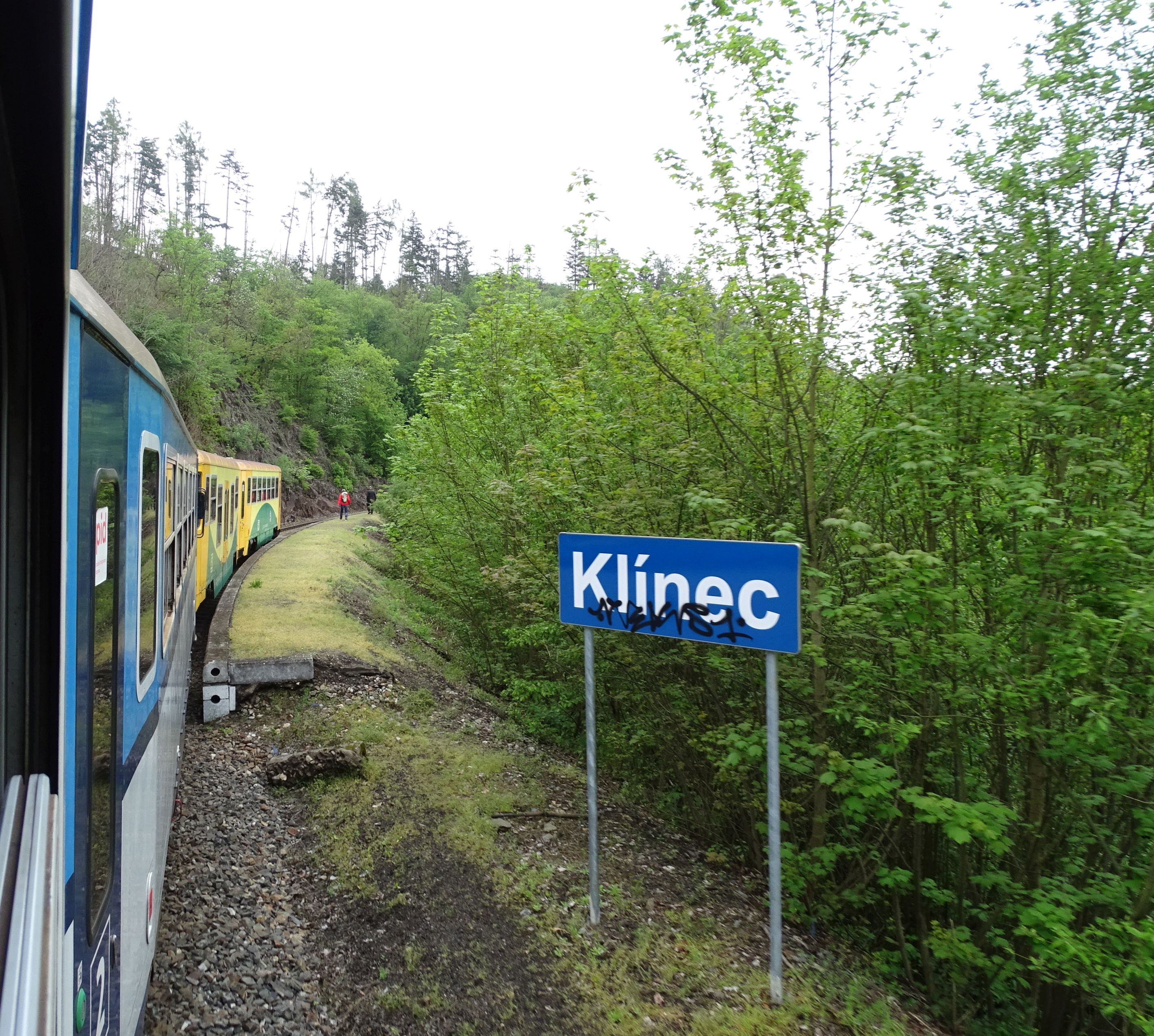
Železniční zastávka

Územím obce prochází jednokolejná regionální železniční trať 210 Praha–Vrané nad Vltavou–Dobříš, která byla uvedena do provozu v roce 1897. V blízkosti obci se nachází železniční zastávka Klínec, kde zastavují osobní vlaky linky S88. Tyto vlaky, provozované společností České dráhy, jezdí z Prahy přes Vrané nad Vltavou a Měchenice a pokračují dále do Čisovic, Mníšku pod Brdy a Dobříše.
2. května 2024 v odpoledních hodinách došlo u obce Klínec k železniční nehodě, při níž se osobní vlak bez cestujících samovolně rozjel a urazil více než 5 km, než vykolejil a skončil na boku mimo koleje. Při nehodě nedošlo k žádným zraněním, ale škody byly odhadnuty na 9,1 milionu korun. Vlak projel několik železničních přejezdů a odjezdové návěstidlo. Po vykolejení byl provoz na trati mezi Čisovicemi a Měchenicemi přerušen. Příčina nehody je vyšetřována jako možná technická závada nebo selhání lidského faktoru. Strojvůdce byl postaven mimo službu.

## Zajímavosti

### Klínecký zpravodaj
V obci vycházel do roku 2009 místní zpravodaj Klínecké noviny. Tyto noviny byly od roku 2007 vydávány jako měsíčník pod záštitou obce, od konce roku 2008 nezávisle jako občasník. Informovaly o dění v obci, o kulturních a sportovních akcích, přinášely i recepty nebo informace z klubu důchodců. Byly kritické k vedení obce. Jejich internetová verze skončila v roce 2010. Od roku 2011 vychází Klínecký zpravodaj, který je 4x ročně doručován do schránek. Informuje o kulturních akcích v obci, o plánovaných stavebních aktivitách a o činnosti zastupitelstva. Dále se věnuje historickým a přírodovědným tématům souvisejícím s obcí. Klínecký zpravodaj lze stáhnout v PDF verzi. 